# アデライデ・ディ・トリノ

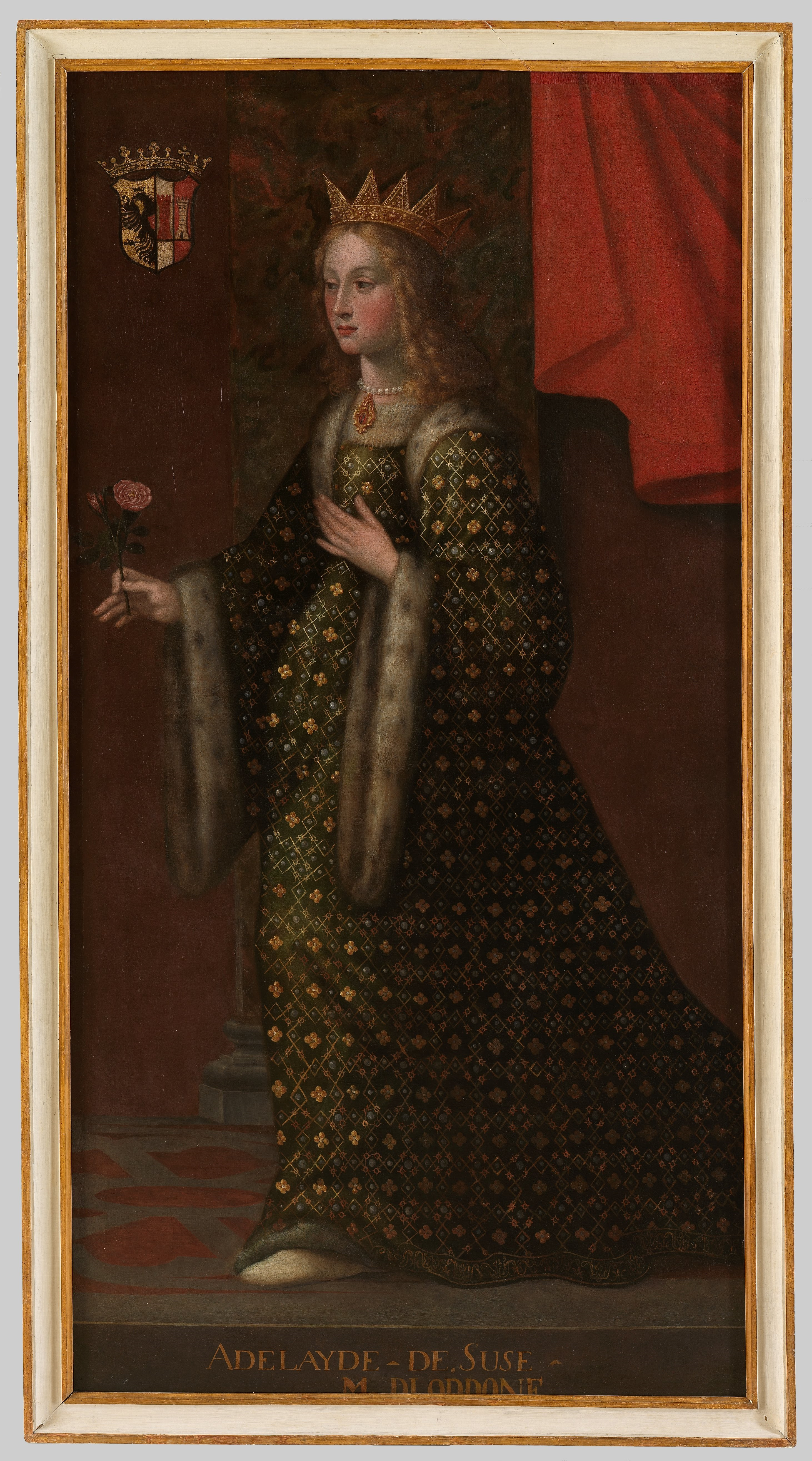
アデライデ・ディ・スーザ

アデライデ・ディ・トリノ (イタリア語: Adelaide di Torino　1014年ごろ/1020年 - 1091年12月19日)は、イヴレーアの一部の女辺境伯、トリノ女侯（辺境伯） (1034年 - 1091年)。最後のアルドゥイーノ家の人物であり、たびたび誤ってスーザと関連付けてアデライデ・ディ・スーザ (イタリア語: Adelaide di Susa)とも呼ばれる。アデライデは又従妹にあたる同時代のトスカーナ女伯マティルダ・ディ・カノッサと比較されることもある 。

## 生涯

### 幼少期
アデライデ・ディ・トリノは、1014年前後もしくは1020年前後に、トリノ辺境伯オルデリーコ・マンフレーディ2世とベルタ・ディ・ミラノの娘として生まれた。幼少期についてはよく分かっていない。アデライデにはイミリア（シュヴァーベン公妃）とベルタ（トリノ公妃）という2人の妹がいた。また兄弟が1人いたとされているが、名前が伝わっておらず、父より先に死去している。そのため、1033/4年12月にオルデリーコ・マンフレーディ2世が死去すると、その遺領の大部分をアデライデが継承することになった。具体的には、トリノ（特にヴァル・ディ・スーザ）、アウリタエ、アスティといった諸伯領が受け継がれた。またアルベンガ、アルバ、ブレドゥーロ、ヴェンティミーリアも継承したが、実際には権力が及ばなかったと考えられている。継承直後は、母のベルタが一時期摂政を務めた。

### 3度の結婚
もともと辺境伯は軍事色の強い地位であることから、女性が就くことは適切ではないと考えられた。そこで1036/7年、皇帝コンラート2世が妻ギーゼラの連れ子であるシュヴァーベン公ヘルマン4世をアデライデと結婚させることにした。これにより、ヘルマン4世はトリノ辺境伯を継承した。しかし彼はまもなくコンラート2世に従いナポリ遠征に出て、そこで疫病により命を落とした。
アデライデは自らの膨大な財産を守るため、おそらく1041年、少なくとも1042年1月19日以前に、モンフェッラート侯エンリコと再婚した。しかしエンリコも1045年ごろに死去した。翌1046年、アデライデはサヴォイア伯オッドーネと3度目の結婚をした。彼との間には後のサヴォイア伯ピエトロ1世、アメーデオ2世、アスティ司教オッドーネという3人の息子が生まれた。またベルタとアデライデという2人の娘があった。前者は皇帝ハインリヒ4世の、後者はシュヴァーベン大公・ドイツ対立王ルドルフ・フォン・ラインフェルデンと結婚することになる。

### 未亡人としての統治
3人目の夫オッドーネも1057/60年に死去した後、アデライデは再婚することなく、息子のピエトロ1世やアメーデオ2世と共にトリノ辺境伯領とサヴォイア伯領を統治した。
アデライデが首都をトリノからスーザに移して永住したとする説があるが、誤りである。実際には辺境伯の宮殿は従来通りトリノにあったとする文献が圧倒的に多く残っている。
1070年、アデライデは反乱を起こしたアスティを制圧し、焼き払った。

### 神聖ローマ帝国との関係
1069年、皇帝ハインリヒ4世がアデライデの娘である皇后ベルタと離婚しようと画策する騒動が持ち上がった。これにより、アデライデと皇帝家との関係は一気に冷え込んだ。しかし1077年にハインリヒ4世が教皇グレゴリウス7世に謝罪するためカノッサに向かったいわゆるカノッサの屈辱の際には、ベルタの尽力もあって、アデライデは皇帝が自領を通りイタリアに入る手助けをした。その見返りとして、アデライデは皇帝からビュジェイを与えられた。またアデライデと息子アメーデオ2世は、ハインリヒ4世・ベルタ夫妻に同行してカノッサに赴き、マティルダ・ディ・カノッサやアルベルト・アッツォ2世・デステらとともに教皇・皇帝間の調停に尽力した。その後、叙任権闘争の中でハインリヒ4世とグレゴリウス7世の間の戦争が激化するなか、1080年から1082年にかけて、皇帝派の聖職者アルバのベンツォからアデライデに向け皇帝への協力を求める書簡が何度か送られている。これ以降アデライデは皇帝により接近するようになり、皇帝とマティルダ・ディ・カノッサとの間の調停を行ったり、1084年のハインリヒ4世の南イタリア遠征に同行したりしている。

### 教会との関係
アデライデはトリノ辺境伯領内の諸修道院に多くの寄進を行った。また1064年にはピネローロにサンタ・マリア修道院を創建した。
彼女は教皇アレクサンデル2世、ペトルス・ダミアニ、グレゴリウス7世といった数多くの著名な聖職者と書簡のやり取りをしている。そこから、時にはグレゴリウス改革に賛同し、時には反対したという彼女の態度が読み取れる。1073年のペトルス・ダミアニや1073年のグレゴリウス7世の書簡では、アデライデに聖職者の貞潔を推進しFruttuariaやサン・ミケーレ・デッラ・キウーザの修道院を保護するよう求めている。一方1066/7年のアレクサンデル2世の書簡は、グイド・ダ・ヴェラーテによるミラノ大司教位をめぐる聖職売買に対するアデライデの対応を非難する内容になっている。

### 死
アデライデは1091年12月に死去した。後世の伝承によると、彼女はクオルニェのカニスキオ（カニスクルム）教会に葬られたという。ここはおそらく、彼女が死ぬまでの22年間を隠れて暮らしていた場所であったのだ、というものである。ただイギリスの中世史家チャールズ・ウィリアム・プレヴァティ・オルトンは、この伝説を「馬鹿げた」ものだとしている。スーザのドゥオーモの壁にあるニッチに、クルミの木でできた彫像がある。その上には、跪き祈るアデライデ、という説明が書かれたブロンズ製の板が置かれている。

## 家族
後世のオーストリアの文献の誤伝により、アデライデがヘルマン4世との間に子を産んでいたと言われることがある。しかし実際にはヘルマン4世はわずかな結婚生活しか送れぬまま遠方で戦病死し、後継者を残すことが無かった。また2番目の夫エンリコとの間にも、子が生まれなかった。
3番目の夫オッドーネ・ディ・サヴォイアとの間には以下の5人の子が生まれた。
- ピエトロ1世・ディ・サヴォイア: アキテーヌ公ギヨーム7世の娘アニェス・ド・ポワティエと結婚[25]
- アメーデオ2世・ディ・サヴォイア
- オッッドーネ[26]
- ベルタ・ディ・サヴォイア: 1066年6月に皇帝ハインリヒ4世と結婚[25]
- アデライデ・ディ・サヴォイア: ルドルフ・フォン・ラインフェルデンと結婚[25]